# Can Cuiàs (metropolitana di Barcellona)
Can Cuiàs è una stazione della Linea 11 della metropolitana di Barcellona situata nella municipalità di Montcada i Reixac.
La stazione Can Cuiàs è stata inaugurata nel 2003. La stazione è sotterranea ed è strutturata in tre livelli: i due superiori sono i vestiboli, e in quello inferiore si trovano i binari. I livello più alto è un vestibolo con accesso al livello stradale della calle Circumval·lació (circonvallazione). Questo vestibolo dispone di macchine automatiche per la vendita dei biglietti e tornelli per l'accesso. Il livello successivo è un ulteriore vestibolo, con accesso da calle Les Fustes. In questo secondo vestibolo oltre alle macchinette automatiche e ai tornelli esiste un centro di controllo.
Il livello più profondo ospita i binari, esiste un binario con banchina non utilizzato per i passeggeri ma solo per parcheggiarvi i convogli. I tre livelli sono collegati attraverso due ascensori e una scalinata.

## Accessi
- Carrer Circumval·lació
- Carrer Tapissers